# Ján Hurajčík
Ján Hurajčík byl rodák z obce Mlynárovce v okrese Svidník, národností Rusín.
Během druhé světové války byl velitelem partyzánské skupiny Bojovníci za svobodu. Připojil se k oddílům 1. čs. armádního sboru. Byl velitelem čety, která jako první vstoupila během osvobozovacích bojů 4. května 1945 do Vsetína.
Nositel vyznamenání hrdina Sovětského Svazu.